# 哥斯大黎加科朗
哥斯大黎加科朗（西班牙語：Colón）是哥斯大黎加的流通貨幣。貨幣編號CRC。輔幣單位為分，1科朗=100分。

## 流通中的貨幣

### 硬幣

哥斯大黎加流通中的硬幣。

- 5 科朗
  - 正面：哥斯達黎加國徽、國家名稱、年份
  - 背面：面值、稻草
- 10 科朗
  - 正面：哥斯達黎加國徽、國家名稱、年份
  - 背面：面值、稻草
- 25 科朗
  - 正面：哥斯達黎加國徽、國家名稱、年份
  - 背面：面值、稻草
- 50 科朗
  - 正面：哥斯達黎加國徽、國家名稱、年份
  - 背面：面值、稻草
- 100 科朗
  - 正面：哥斯達黎加國徽、國家名稱、年份
  - 背面：面值、稻草
- 500 科朗
  - 正面：哥斯達黎加國徽、國家名稱、年份
  - 背面：面值、稻草

### 紙幣

#### 2010 年
- 1000 科朗
  - 正面：布勞略·卡里略·科利納
  - 背面：象耳豆、白尾鹿
- 2000 科朗
  - 正面：毛羅·費爾南德斯·阿庫尼亞
  - 背面：公牛鯊
- 5000 科朗

哥斯大黎加在2010年開始使用的紙幣。

  - 正面：阿爾弗雷多·岡薩雷斯·弗洛雷斯、哥斯達黎加國際銀行
  - 背面：紅樹林、鮮花、螃蟹，猴子
- 10000 科朗
  - 正面：何塞·菲格雷斯·费雷尔、哥斯达黎加军隊
  - 背面：熱帶雨林、蘭花、金針菇、侏三趾樹懶、小鳥
- 20000 科朗
  - 正面：卡門·萊拉、哥斯達黎加疆界
  - 背面：火山蜂鳥、千里光、咖啡
- 50000 科朗
  - 正面：里卡多·希門尼斯·奧爾文勞、聖何塞最高法院
  - 背面：大霧的森林、蘑菇、蝴蝶

## 外部連結
- 唐的世界硬币画廊：Costa Rica
- 罗恩·怀斯的世界纸币：Costa Rica 镜像网站
- 环球货币历史：Costa Rica
- 《环球金融资料》系列：Costa Rica Colon
- 《环球金融资料》货币历史表格（ 微软试算表格式）
- 哥斯达黎加的钞票（页面存档备份，存于） （英文）（德文）